# Berthenicourt
Berthenicourt est une commune française située dans le département de l'Aisne en région Hauts-de-France.
C'est un village rural picard du Vermandois situé en périphérie de Saint-Quentin.

## Géographie

### Localisation
Berthenicourt est un village rural picard du Vermandois niché au creux de la vallée de l'Oise, près du canal de la Sambre à l'Oise.
A vol d'oiseau, elle se trouve à 11 km au sud-est de Saint-Quentin, 22 km au sud-ouest de Guise, 29 kmau nord-ouest de Laon et 15 km au nord-est de Tergnier.
Elle fait partie de l'aire d'attraction de Saint-Quentin, ainsi que de sa zone d'emploi et de son bassin de vie.

### Communes limitrophes
Les communes limitrophes sont Alaincourt, Itancourt, Mézières-sur-Oise, Séry-lès-Mézières et Urvillers.

### Géologie et relief
La superficie de la commune est de 307 hectares ; l'altitude varie entre 58 et 108 mètres.

### Hydrographie

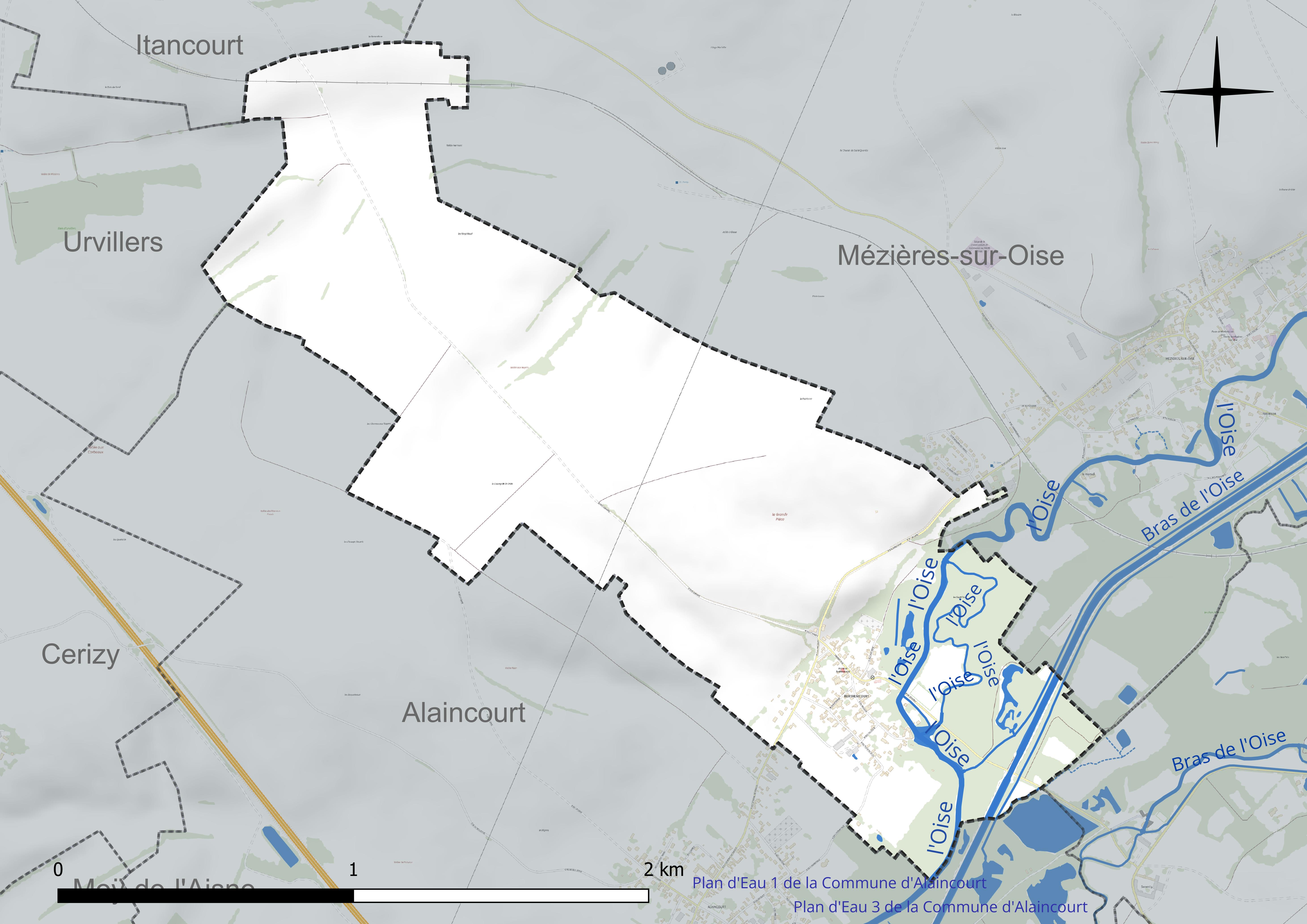
Réseau hydrographique de Berthenicourt.

La commune est située dans le bassin Seine-Normandie.
Elle est drainée par le canal de la commune de Mézières-sur-Oise, le canal de la Sambre à l'Oise, l'Oise, divers bras de l'Oise,,.
Le canal de la commune de Mézières-sur-Oise est un canal, chenal non navigable de 11 km qui prend sa source dans la commune d'Origny-Sainte-Benoite et se termine à Alaincourt, après avoir traversé neuf communes.
L'Oise prend sa source en Belgique, à 309 mètres d'altitude, dans l'ancienne commune de Forges et se jette dans la Seine à 20 mètres d'altitude, au Pointil en rive droite et en aval du centre de Conflans-Sainte-Honorine dans le département des Yvelines. D'une longueur 341 kilomètres, elle est presque entièrement navigable et bordée de canaux sur 104 kilomètres.

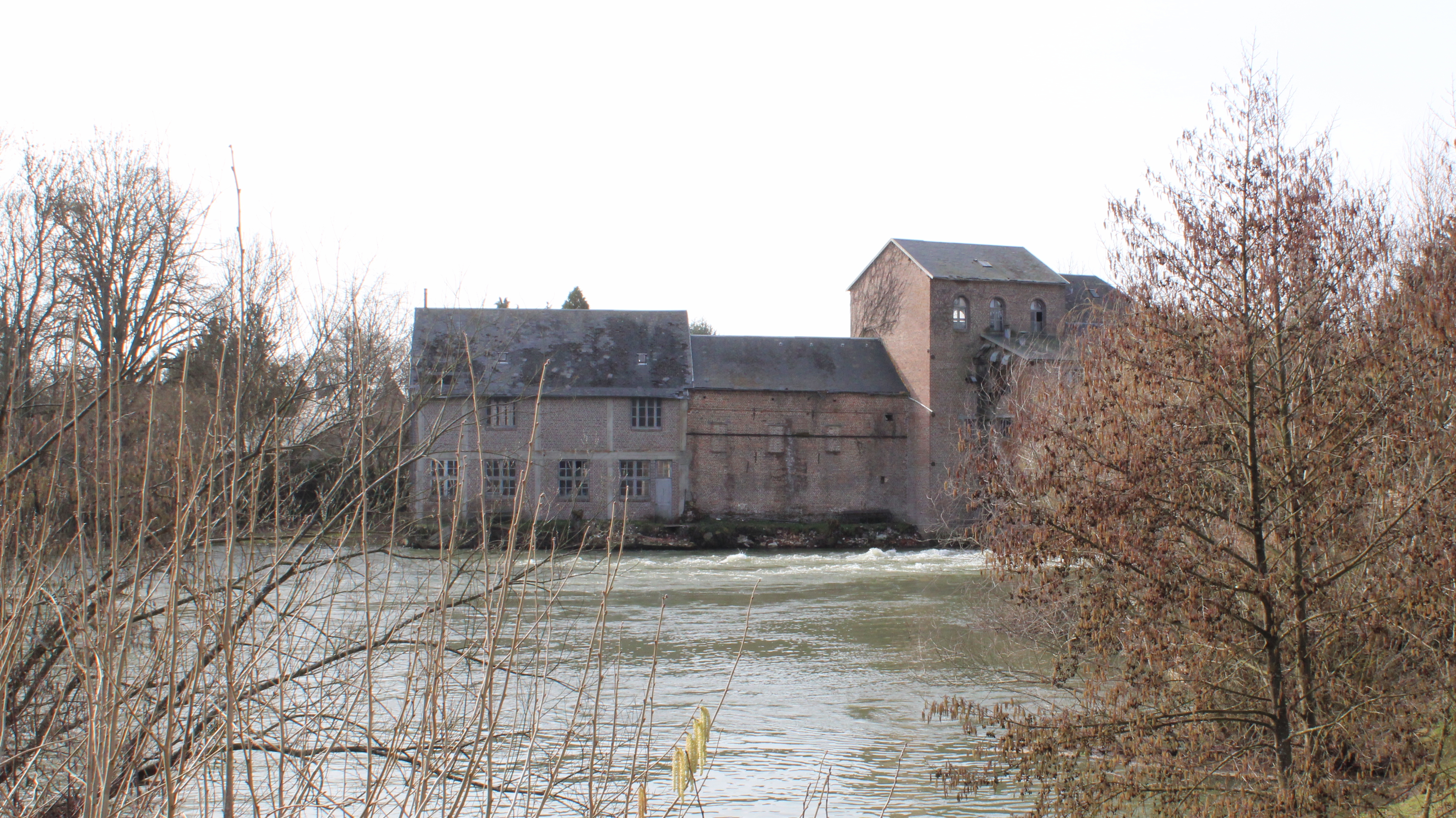
L'Oise et le moulin.
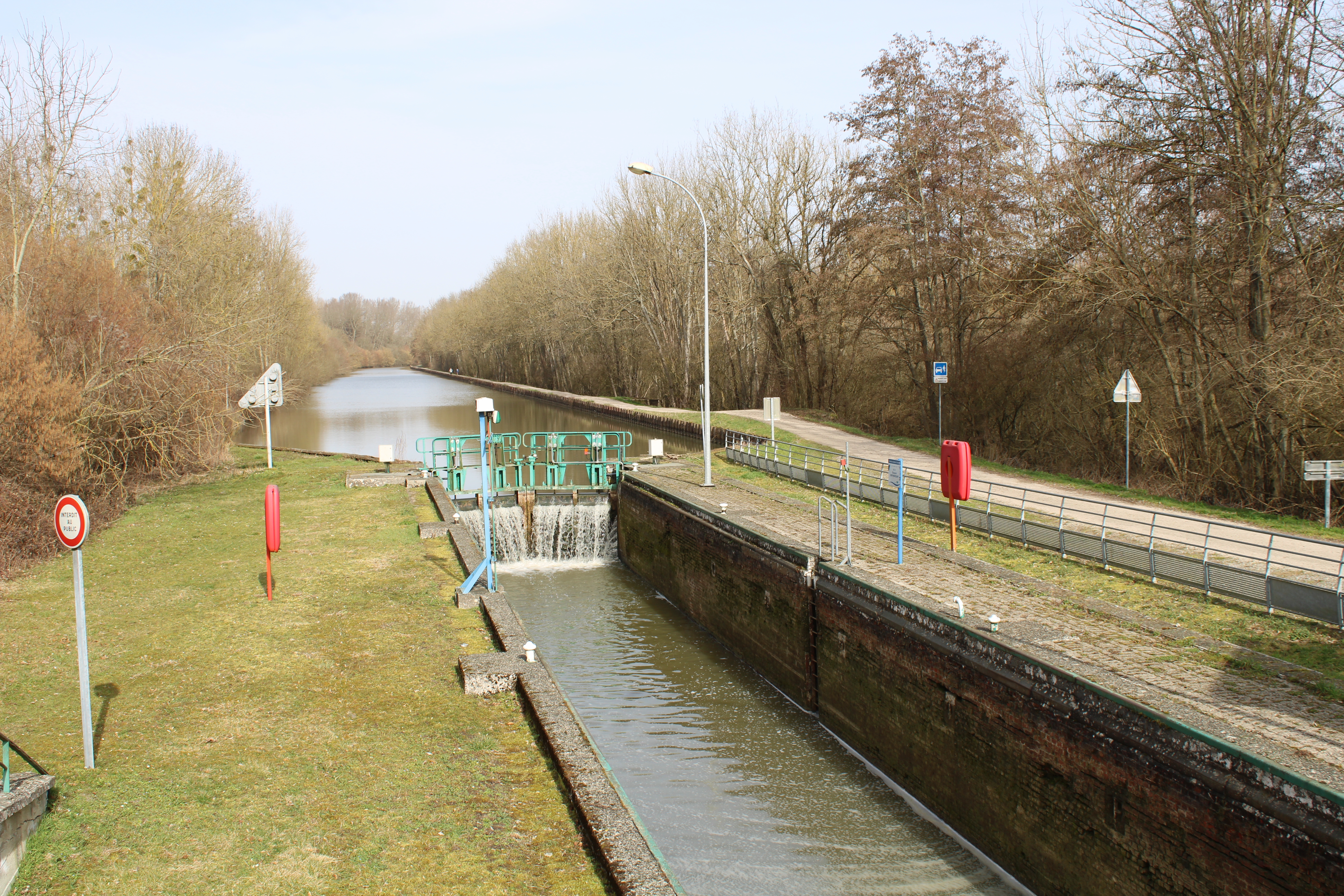
L'écluse de Berthenicourt.

### Climat
Pour des articles plus généraux, voir Climat des Hauts-de-France et Climat de l'Aisne.
En 2010, le climat de la commune est de type climat océanique dégradé des plaines du Centre et du Nord, selon une étude du CNRS s'appuyant sur une série de données couvrant la période 1971-2000. En 2020, Météo-France publie une typologie des climats de la France métropolitaine dans laquelle la commune est dans une zone de transition entre le climat océanique et le climat océanique altéré et est dans la région climatique Nord-est du bassin Parisien, caractérisée par un ensoleillement médiocre, une pluviométrie moyenne régulièrement répartie au cours de l'année et un hiver froid (3 °C).
Pour la période 1971-2000, la température annuelle moyenne est de 10,6 °C, avec une amplitude thermique annuelle de 14,7 °C. Le cumul annuel moyen de précipitations est de 682 mm, avec 11,4 jours de précipitations en janvier et 8,8 jours en juillet. Pour la période 1991-2020 la température moyenne annuelle observée sur la station météorologique la plus proche, située sur la commune de Fontaine-lès-Clercs à 12 km à vol d'oiseau, est de 10,8 °C et le cumul annuel moyen de précipitations est de 683,4 mm,. Pour l'avenir, les paramètres climatiques de la commune estimés pour 2050 selon différents scénarios d'émission de gaz à effet de serre sont consultables sur un site dédié publié par Météo-France en novembre 2022.

## Urbanisme

### Typologie
Au 1er janvier 2024, Berthenicourt est catégorisée bourg rural, selon la nouvelle grille communale de densité à 7 niveaux définie par l'Insee en 2022.
Elle est située hors unité urbaine. Par ailleurs la commune fait partie de l'aire d'attraction de Saint-Quentin, dont elle est une commune de la couronne,. Cette aire, qui regroupe 120 communes, est catégorisée dans les aires de 50 000 à moins de 200 000 habitants,.

### Occupation des sols

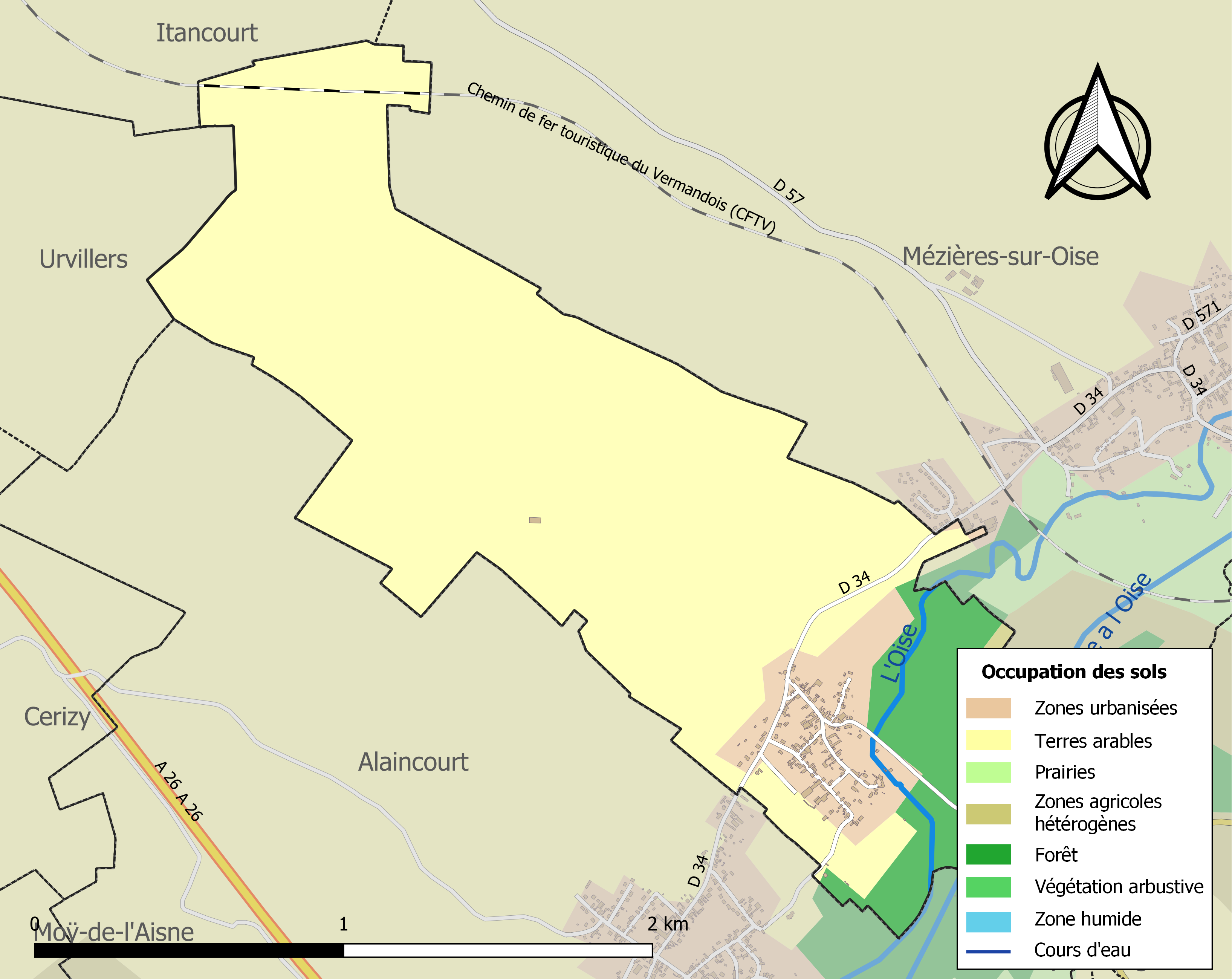
Carte des infrastructures et de l'occupation des sols de la commune en 2018 (CLC).

L'occupation des sols de la commune, telle qu'elle ressort de la base de données européenne d'occupation biophysique des sols Corine Land Cover (CLC), est marquée par l'importance des territoires agricoles (79,4 % en 2018), une proportion identique à celle de 1990 (79,4 %).
La répartition détaillée en 2018 est la suivante : terres arables (78,7 %), forêts (12,5 %), zones urbanisées (8,1 %), zones agricoles hétérogènes (0,7 %).
L'évolution de l'occupation des sols de la commune et de ses infrastructures peut être observée sur les différentes représentations cartographiques du territoire : la carte de Cassini (XVIIIe siècle), la carte d'état-major (1820-1866) et les cartes ou photos aériennes de l'IGN pour la période actuelle (1950 à aujourd'hui).

### Habitat et logement
En 2022, le nombre total de logements dans la commune était de 88, alors qu'il était de 90 en 2016 et de 87 en 2011.
Parmi ces logements, 89 % étaient des résidences principales, 11 % des résidences secondaires et 0 % des logements vacants. Ces logements étaient pour 97,8 % d'entre eux des maisons individuelles et pour 1,1 % des appartements.
Le tableau ci-dessous présente la typologie des logements à Berthenicourt en 2022 en comparaison avec celle de l'Aisne et de la France entière. Une caractéristique marquante du parc de logements est ainsi une proportion de résidences secondaires et logements occasionnels (11 %) supérieure à celle du département (3,3 %) et à celle de la France entière (9,7 %).
| Typologie                                               | Berthenicourt | Aisne | France entière |
| ------------------------------------------------------- | ------------- | ----- | -------------- |
| Résidences principales (en %)                           | 89            | 86,7  | 82,3           |
| Résidences secondaires et logements occasionnels (en %) | 11            | 3,3   | 9,7            |
| Logements vacants (en %)                                | 0             | 10    | 8              |

### Voies de communication et transports
La commune est isolée des grands axes de communication et est desservie par la RD 34.
L'EuroVelo 3 traverse la commune, sur les berges du canal.

## Toponymie
Le nom du village apparaît pour la première fois en l'an 1114, sous l' appellation de Bertegnicourt.
Ce nom change ensuite en fonction des différents transcripteurs : Bertegnicort, Bertignicourt, Berthgnicort, Bertenicourt, Bertrhehnicourt puis l'orthographe actuelle Berthenicourt' sur la carte de Cassini vers 1750.

## Histoire

### Moyen Âge
1098 : mort de Roger de Berthenicourt, tué à Antioche lors de la première croisade.
1106 : le village appartient à l'abbaye de Saint-Quentin-en-l'Isle,.
1189 : fondation de la paroisse de Berthenicourt.
1231 : construction du moulin de Berthenicourt.
1356 : destructions du village par les jacques.
1362 : reconstruction du moulin. Cette date était gravée sur une énorme poutre en chêne soutenant l'enchevêtrement des meules.

### Temps modernes

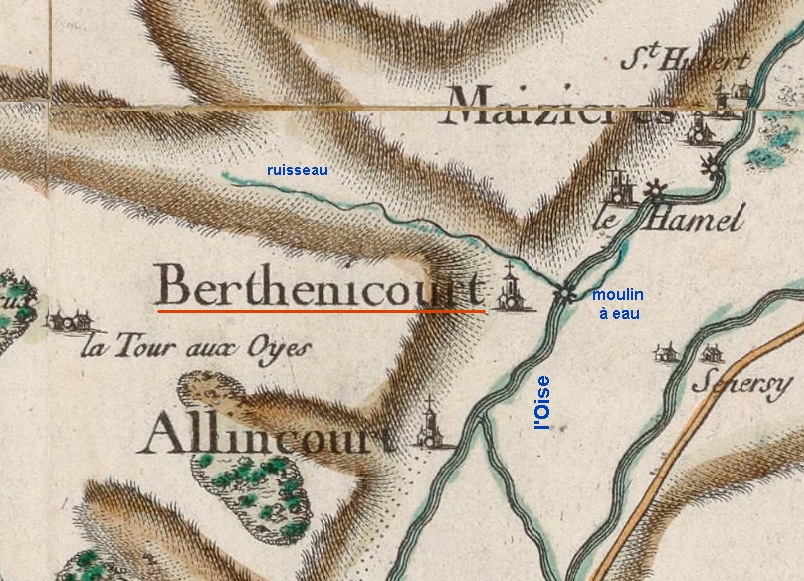
Carte de Cassini du secteur (vers 1750).
Elle montre qu'au XVIIIe siècle, Berthenicourt était une paroisse située sur la rive gauche de l'Oise.
Un moulin à eau symbolisé par une roue dentée est installé sur la rivière.
À l'ouest, un ruisseau aujourd'hui tari, suivait la vallée pour se jeter dans l'Oise.

En 1557, dans le cadre du long affrontement entre la France et les Habsbourg et de la Bataille de Saint-Quentin, le village est détruit. Les moulins de l'Oise sont brûlés par ordre de l'amiral de Coligny.
Sous l'Ancien Régime, la paroisse relève de l'intendance de Soissons, ainsi que des bailliage, élection et diocèse de Laon.

### Époque contemporaine

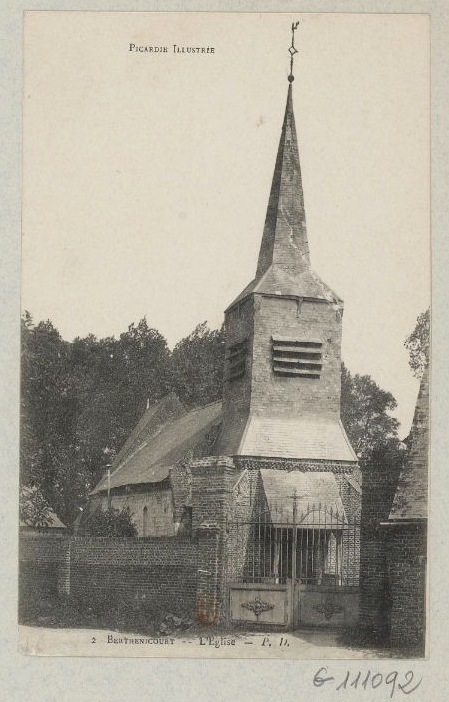
L'église vers 1900, avant sa destruction durant la Première Guerre mondiale.

1897 : découverte de quarante-sept sépultures anciennes, en creusant la tranchée de la ligne de chemin de fer de Mézières à Vendeuil. Ces sépultures furent transférées au Musée de Saint-Quentin, d'où elles disparaissent pendant l'occupation allemande de 1914-1918.
De 1898 à 1963, Berthenicourt a été traversée par la ligne de chemin de fer de Mézières-sur-Oise à La Fère qui, venant de Mézières-sur-Oise, passait à l'ouest du village et se dirigeait vers Alaincourt. Chaque jour, trois trains s'arrêtaient dans chaque sens devant la gare pour prendre les passagers qui se rendaient soit à Saint-Quentin, soit à Guise ou dans l'autre sens à La Fère. À une époque où le chemin de fer était le moyen de déplacement le plus pratique, cette ligne connaissait un important trafic de passagers et de marchandises.

Le passé ferroviaire de la commune
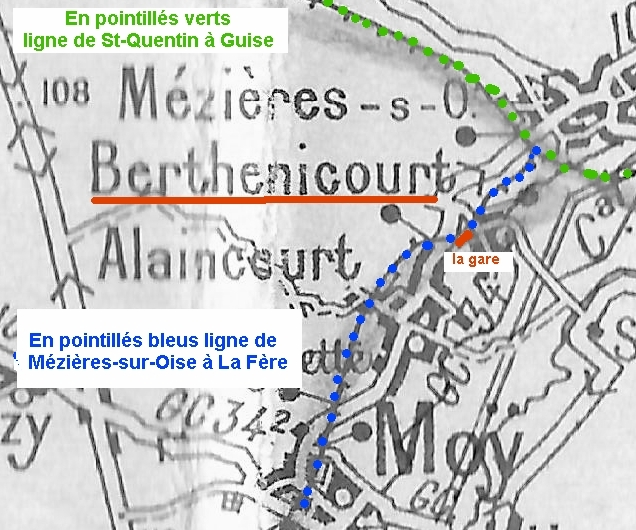
Tracé de la ligne sur le territoire communal : elle passait au nord-ouest de la commune. La gare était située au bout de la Grande-Rue.
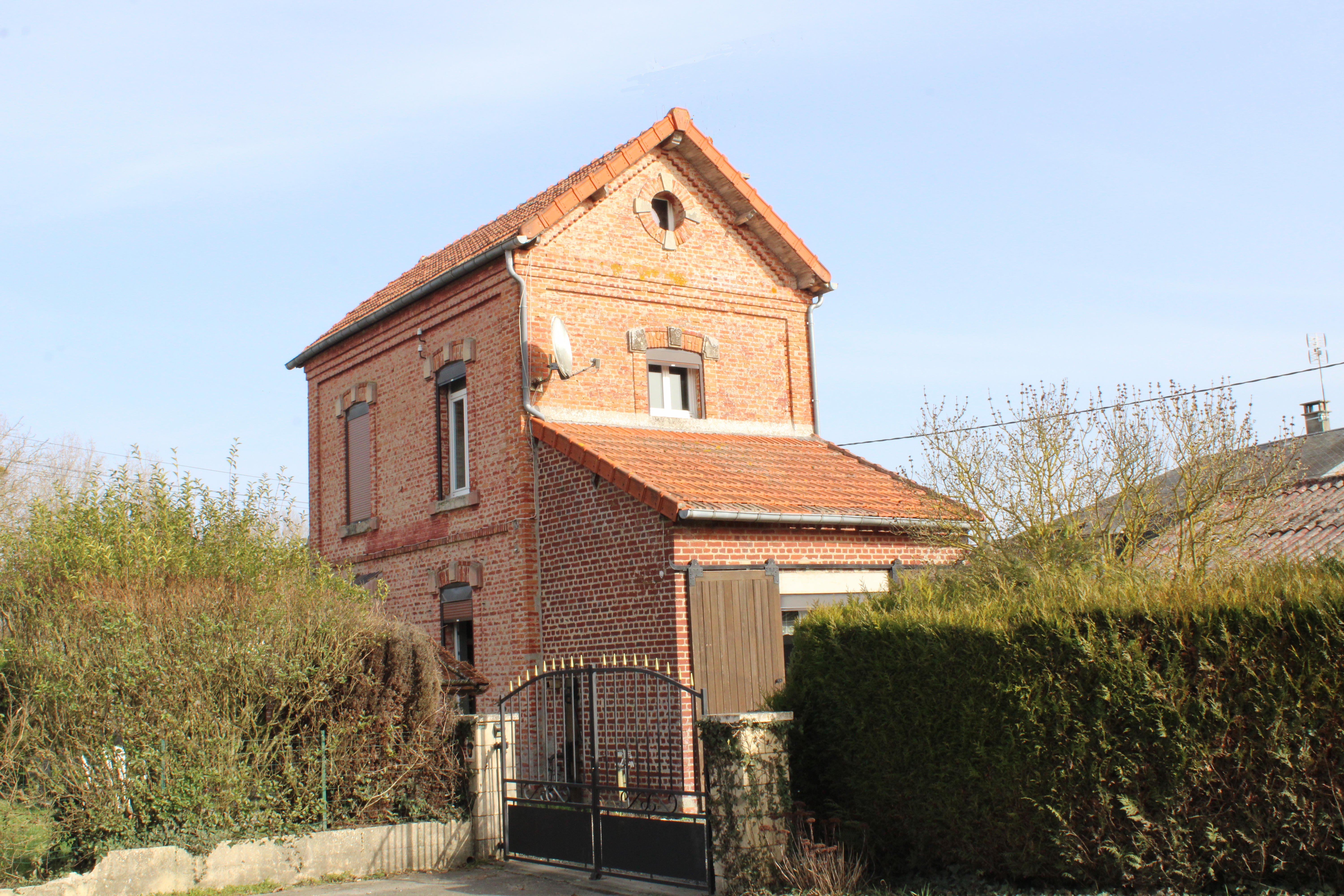
L'ancienne gare, devenue une habitation.
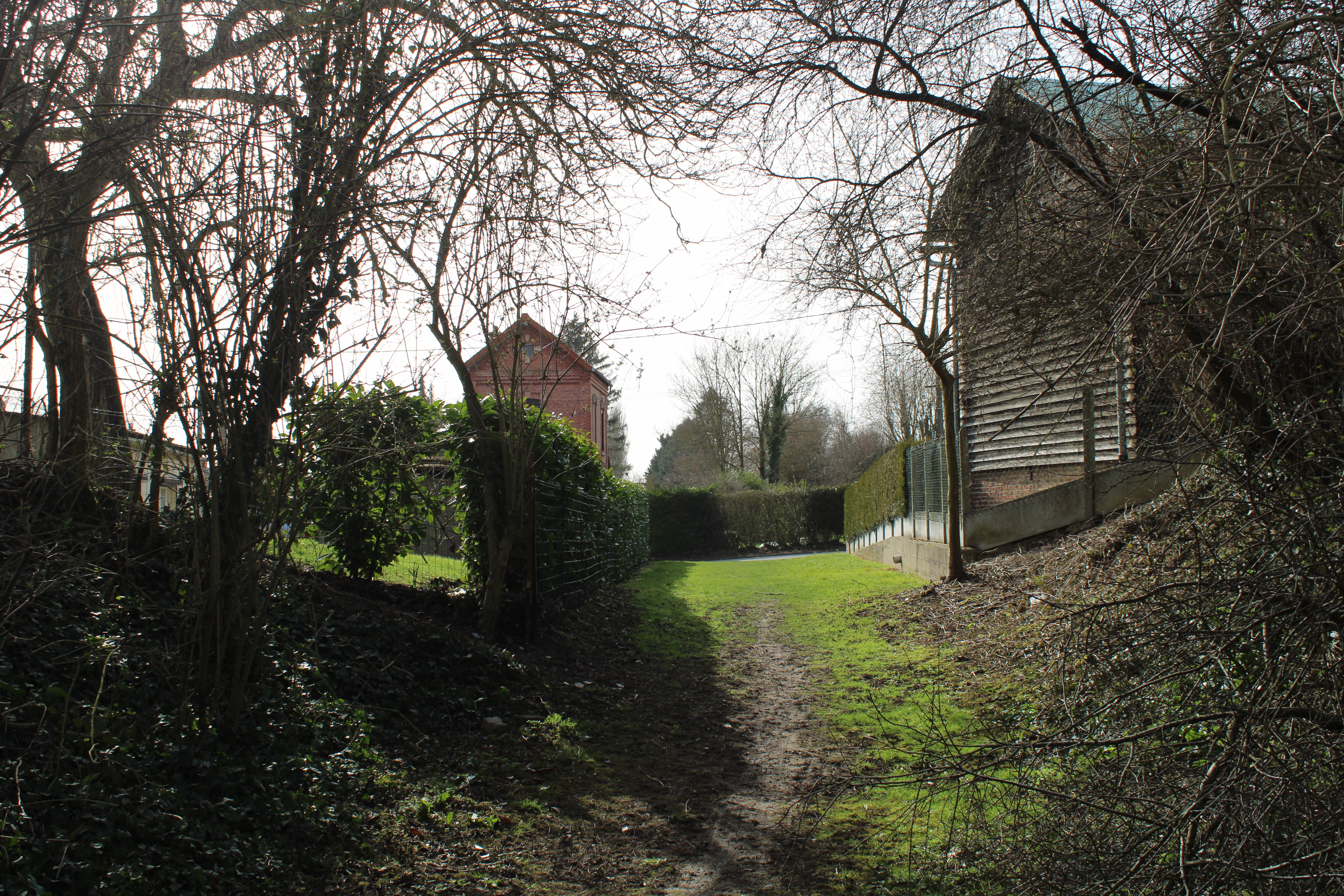
Tracé de l'ancienne voie ferrée et la gare.
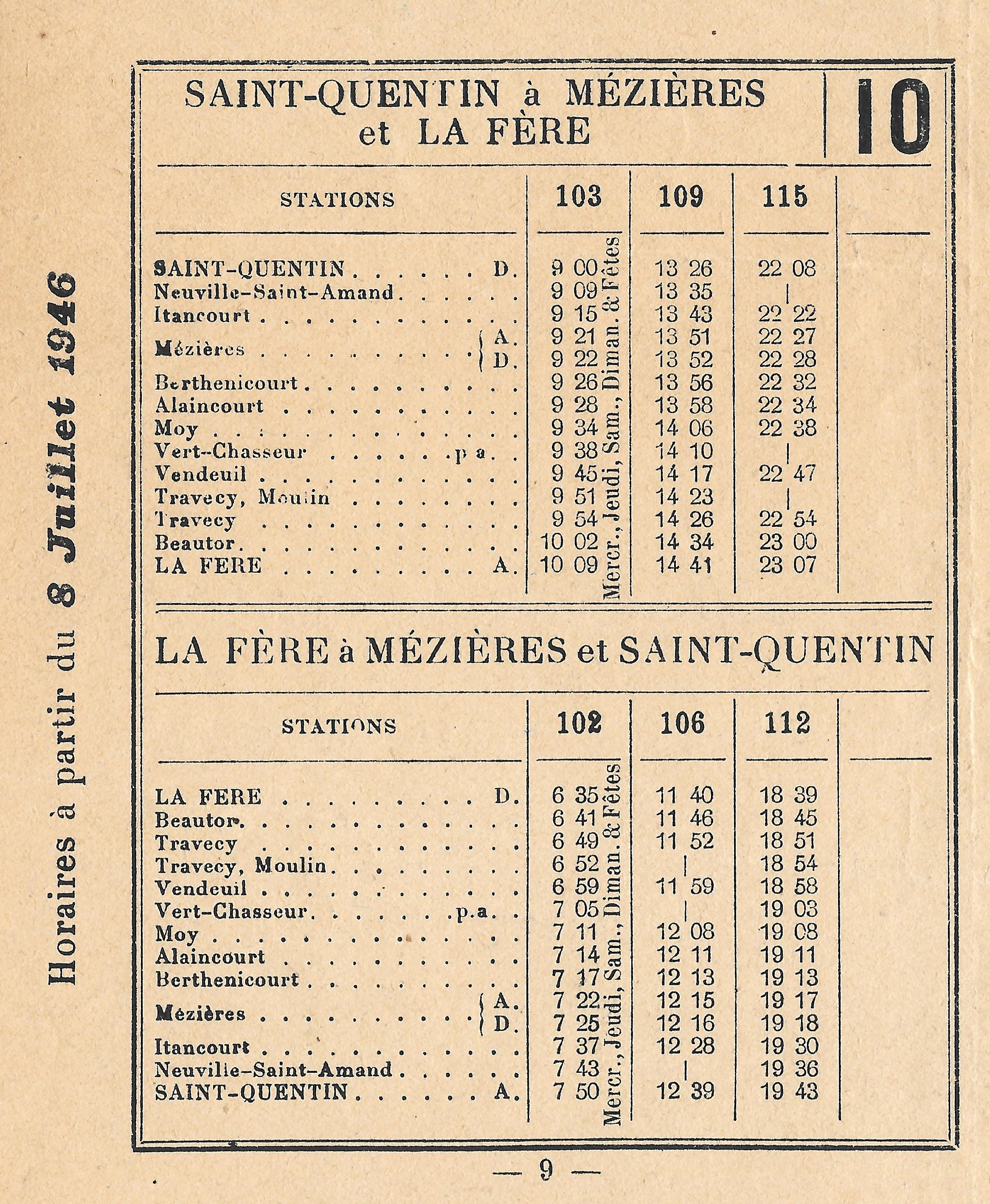
Horaire des trains en 1946.

Durant la Première Guerre mondiale, le village est occupé par les Allemands dès 1914. Les habitants sont déportés à Bousigny-sur-Roc, à la frontière belge, et des ouvrages de la ligne Hindenburg sur construits par l'occupant sur les berges du canal de la Sambre à l'Oise et dans la vallée de l'Oise (nombreux blockhaus toujours visibles actuellement). Le village est considéré comme détruit à la fin de la guerre et a  été décoré de la Croix de guerre 1914-1918, le 17 octobre 1920.
La reconstruction débute en 1920, favorisée par l'implantation du moulin et de trois grosses exploitations agricoles (dont aujourd'hui une seule subsiste). Le village est cité à l'ordre de l'Armée (J.O. du 30 octobre 1926).
1940 : invasion des Allemands au début de la Seconde Guerre mondiale.
1944 : libération.
Le cimetière, autrefois au pied de l'église, est déplacé peu après la Seconde Guerre mondiale.
À partir de 1950, avec l'amélioration des routes et le développement du transport automobile, le trafic ferroviaire a périclité et la ligne a été fermée en 1963. Les rails ont été retirés. Quelques tronçons de l'ancienne ligne qui subsistent encore de nos jours sont utilisés comme sentier de randonnée. La gare désaffectée a été vendue.

## Politique et administration

### Rattachements administratifs et électoraux

#### Rattachements administratifs
La commune se trouve dans l'arrondissement de Saint-Quentin du département de l'Aisne.
Elle faisait partie depuis 1793 du canton de Moÿ-de-l'Aisne. Dans le cadre du redécoupage cantonal de 2014 en France, cette circonscription administrative territoriale a disparu, et le canton n'est plus qu'une circonscription électorale.

#### Rattachements électoraux
Pour les élections départementales, la commune fait partie depuis 2014 du canton de Ribemont.
Pour l'élection des députés, elle fait partie de la deuxième circonscription de l'Aisne.

### Intercommunalité
Berthenicourt était membre fondateur de la communauté de communes de la Vallée de l'Oise, un établissement public de coopération intercommunale (EPCI) à fiscalité propre créé fin 1999 et auquel la commune avait transféré un certain nombre de ses compétences, dans les conditions déterminées par le code général des collectivités territoriales.
Conformément aux prescriptions de la loi de réforme des collectivités territoriales du 16 décembre 2010, qui a prévu le renforcement et la simplification des intercommunalités et la constitution de structures intercommunales de grande taille, celle-ci a fusionné avec la communauté de communes du Val d'Origny pour former, le 1er janvier 2014, la communauté de communes du Val de l'Oise, dont est désormais membre la commune.

### Liste des maires
| Période                                  | Période                       | Identité                   | Étiquette | Qualité                                               |
| ---------------------------------------- | ----------------------------- | -------------------------- | --------- | ----------------------------------------------------- |
| Les données manquantes sont à compléter. |                               |                            |           |                                                       |
|                                          |                               |                            |           |                                                       |
| 1820                                     |                               | M. Cordier                 |           |                                                       |
|                                          |                               |                            |           |                                                       |
| 1837                                     |                               | M. Ducauroy                |           |                                                       |
|                                          |                               |                            |           |                                                       |
| 1848 ou avant                            |                               | L. V. Guiart               |           |                                                       |
|                                          |                               |                            |           |                                                       |
| 1878                                     |                               | M. Ducauroy                |           |                                                       |
|                                          |                               |                            |           |                                                       |
| 1873                                     | 1876                          | M. Foulon                  |           |                                                       |
|                                          |                               |                            |           |                                                       |
| 1885                                     |                               | M. Etalle                  |           |                                                       |
| 1888                                     |                               | M. Richard                 |           |                                                       |
| 1892                                     |                               | M. Millot-Dhiver           |           |                                                       |
| 1896                                     |                               | Antony Millot              |           |                                                       |
| 1900                                     |                               | Frédéric Hinault           |           |                                                       |
|                                          |                               |                            |           |                                                       |
| mai 1912 ou avant                        |                               | Gaston Millot              |           |                                                       |
| 1925                                     |                               | Émile Guibert              |           |                                                       |
|                                          |                               |                            |           |                                                       |
| 1936                                     |                               | Emmanuel Millot            |           |                                                       |
|                                          |                               |                            |           |                                                       |
| mars 1977                                | mars 1989                     | Bernard Carette            |           | Agriculteur                                           |
| mars 1989                                | juin 1995                     | Antoine Ibo                | DVD       | Directeur des établissements Nicodème à Saint-Quentin |
| juin 1995                                | août 2024                     | Vincent Vansteenberghe,    | DVD       | Agriculteur Démissionnaire                            |
| septembre 2024                           | En cours (au 31 octobre 2024) | Mme Camille Vansteenberghe |           | Employée administrative d'entreprise                  |

## Population et société

### Démographie
L'évolution du nombre d'habitants est connue à travers les recensements de la population effectués dans la commune depuis 1793. Pour les communes de moins de 10 000 habitants, une enquête de recensement portant sur toute la population est réalisée tous les cinq ans, les populations de référence des années intermédiaires étant quant à elles estimées par interpolation ou extrapolation. Pour la commune, le premier recensement exhaustif entrant dans le cadre du nouveau dispositif a été réalisé en 2008.

En 2022, la commune comptait 198 habitants, en évolution de −1,98 % par rapport à 2016 (Aisne : −1,97 %, France hors Mayotte : +2,11 %).
| 1793 | 1800 | 1806 | 1821 | 1831 | 1836 | 1841 | 1846 | 1851 |
| ---- | ---- | ---- | ---- | ---- | ---- | ---- | ---- | ---- |
| 264  | 268  | 274  | 266  | 300  | 322  | 328  | 316  | 280  |

| 1856 | 1861 | 1866 | 1872 | 1876 | 1881 | 1886 | 1891 | 1896 |
| ---- | ---- | ---- | ---- | ---- | ---- | ---- | ---- | ---- |
| 271  | 341  | 282  | 267  | 246  | 241  | 235  | 249  | 242  |

| 1901 | 1906 | 1911 | 1921 | 1926 | 1931 | 1936 | 1946 | 1954 |
| ---- | ---- | ---- | ---- | ---- | ---- | ---- | ---- | ---- |
| 253  | 234  | 219  | 142  | 172  | 180  | 198  | 166  | 201  |

| 1962 | 1968 | 1975 | 1982 | 1990 | 1999 | 2006 | 2008 | 2013 |
| ---- | ---- | ---- | ---- | ---- | ---- | ---- | ---- | ---- |
| 181  | 176  | 187  | 177  | 200  | 200  | 206  | 208  | 203  |

| 2018 | 2022 | - | - | - | - | - | - | - |
| ---- | ---- | - | - | - | - | - | - | - |
| 196  | 198  | - | - | - | - | - | - | - |

### Sports et loisirs
Compte tenu de la présence de plusieurs bras de l'Oise, les zones humides et étangs ont créé des sites favorisant la pêche.
Un terrain de football est présent entre les deux bras de rivières, autrefois s'y déroulait des rencontres entre les élus de la mairie et le comité des fêtes.

## Économie

### Revenus de la population et fiscalité
En 2010, le revenu fiscal médian par ménage était de 32 790 €, ce qui plaçait Berthenicourt au 9 484e rang parmi les 31 525 communes de plus de 39 ménages en métropole.

### Emploi
En 2009, la population âgée de 15 à 64 ans s'élevait à 138 personnes, parmi lesquelles on comptait 65,7 % d'actifs dont 62 % ayant un emploi et 3,6 % de chômeurs.
On comptait 15 emplois dans la zone d'emploi, contre 22 en 1999. Le nombre d'actifs ayant un emploi résidant dans la zone d'emploi étant de 88, l'indicateur de concentration d'emploi est de 17,2 %, ce qui signifie que la zone d'emploi offre seulement un emploi pour six habitants actifs.

### Entreprises et commerces
Au 31 décembre 2010, Berthenicourt comptait 9 établissements : un dans l'agriculture-sylviculture-pêche, aucun dans l'industrie, deux dans la construction, cinq dans le commerce-transports-services divers et un était relatif au secteur administratif.

## Culture locale et patrimoine

### Lieux et monuments
- Église Saint-Basle de Berthenicourt, fondée vers le XIIe siècle par le seigneur de Moy. Elle est rasée durant la Première Guerre mondiale et reconstruite à son exact emplacement en 1925, dans le style néo-roman. Les fonts baptismaux romans sont en pierre bleue.
- Une plaque monument aux morts de la paroisse dans l'église.
- Une plaque monument aux morts de la commune sur la mairie.
- Sur le chemin de Senercy, plusieurs ponts, enjambant les divers bras de l'Oise ainsi que le canal de la Sambre à l'Oise, permettent d'accéder aux abords de rives calmes et aux étangs de pêche.
- Un blockhaus de la ligne de défense Hindenburg est visible depuis la route entre Berthenicourt et Mézières-sur-Oise.

- Ancien moulin à eau (résidence privée). Le pont du meunier, situé derrière le moulin, permet de voir les restes du barrage servant à la régulation du débit alimentant le moulin. À l'origine, le moulin a été utilisé pour moudre le grain. Transformé en filature au début du XIXe siècle, l'usine hydraulique de Berthenicourt produisait 50 tonnes de lin par an en 1874[34]. Avant la Seconde Guerre mondiale, c'était une papeterie[35].

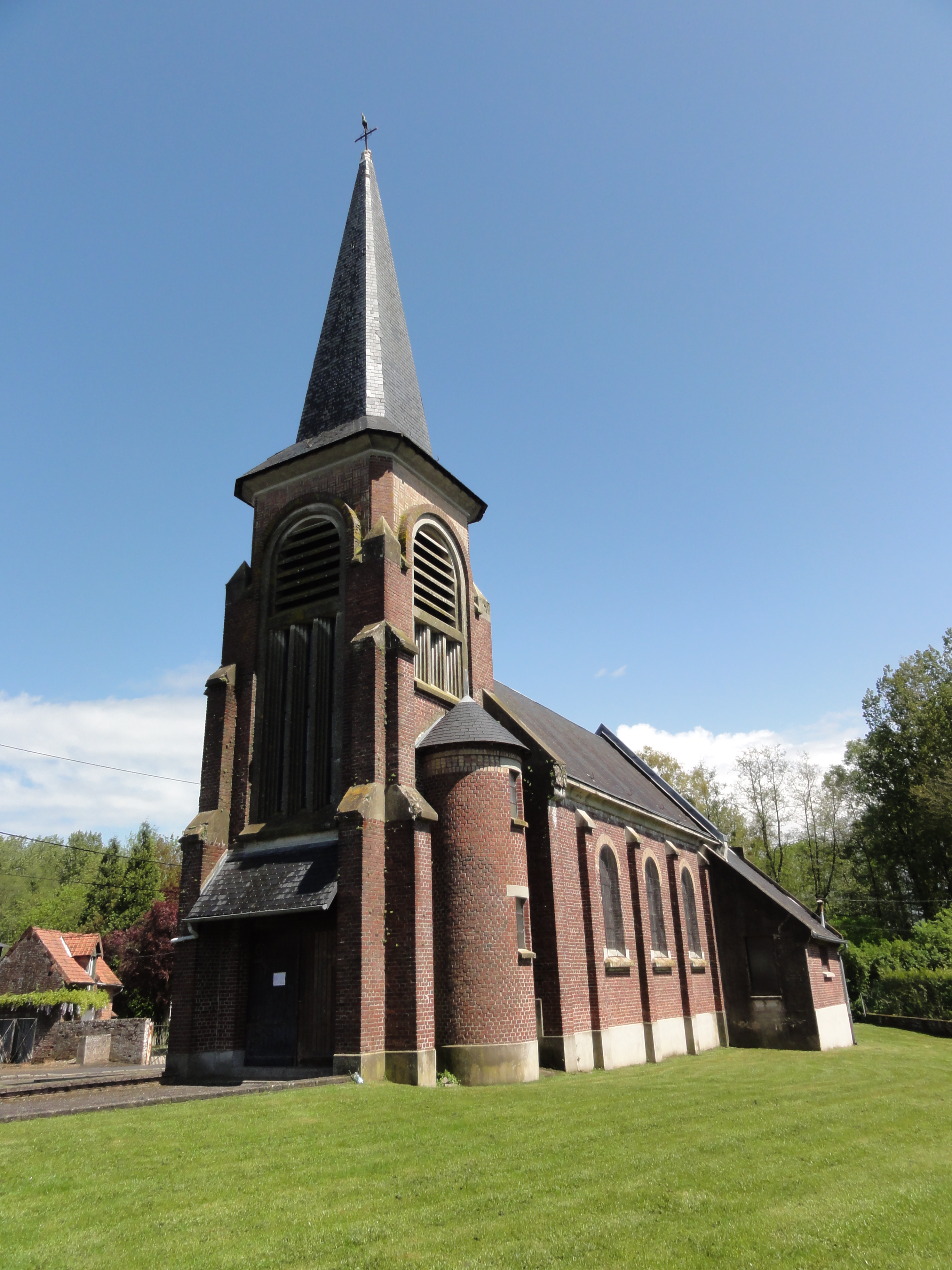
L'église actuelle reconstruite en 1925.
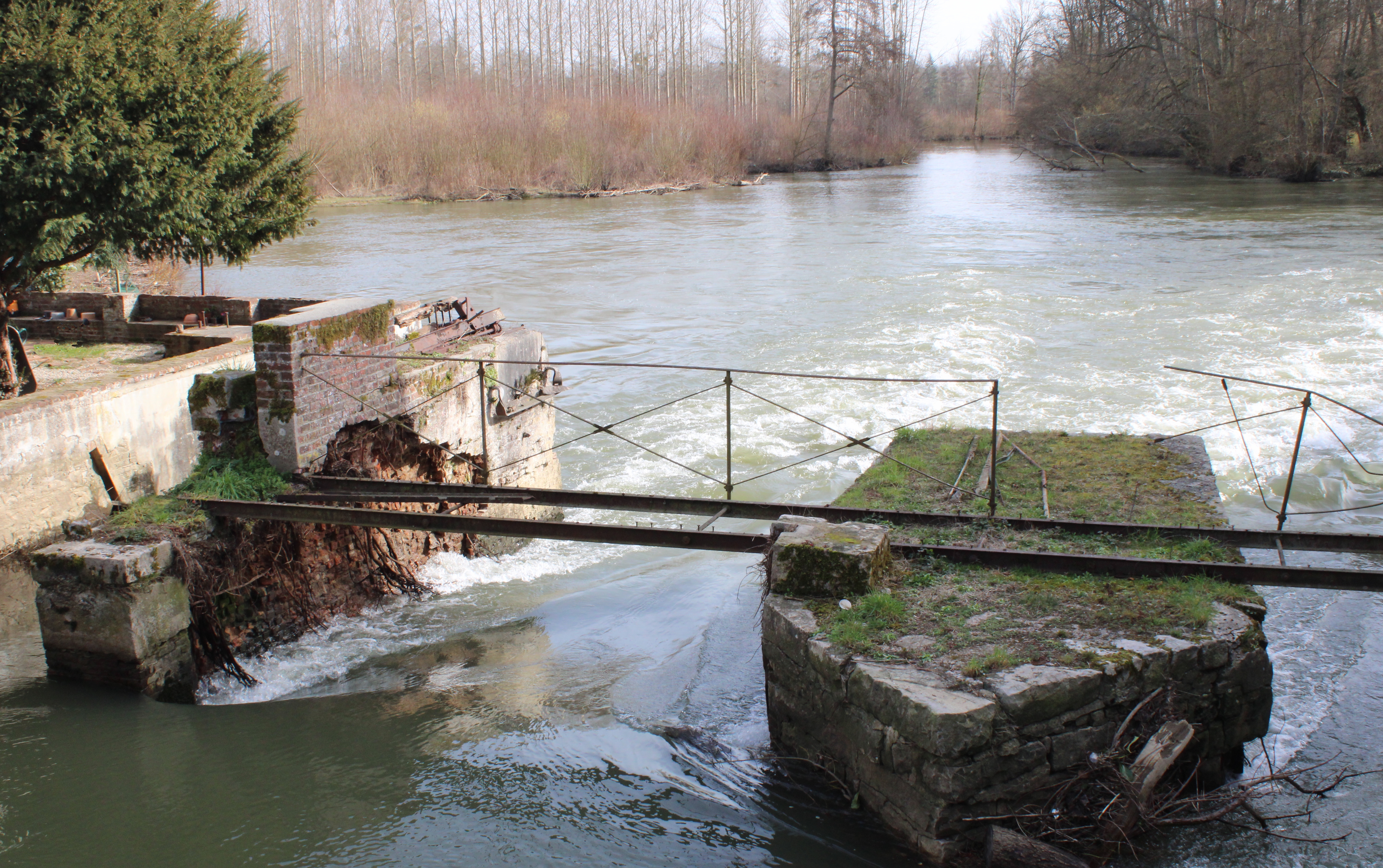
L'ancien moulin.
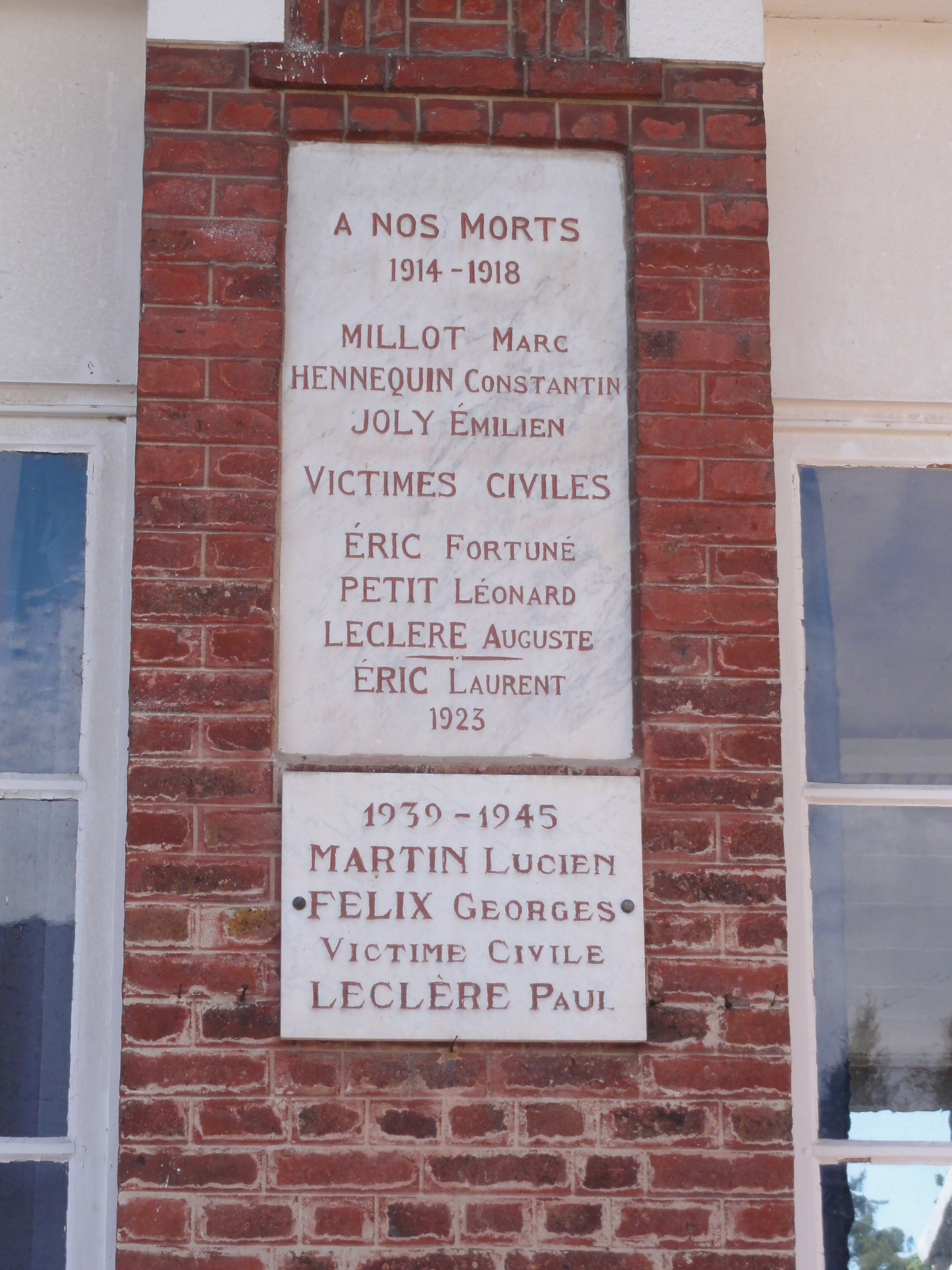
Plaque monument aux morts sur la mairie.

### Berthenicourt  dans les arts et la culture
- René Agnès a écrit en 1872 un sonnet dans lequel est évoqué le nom du village[36].

### Personnalités liées à la commune
- Jean-François Belin (1740-1807), homme politique, député de l'Aisne, y est né.

## Pour approfondir